# Alchemilla microcarpa
Alchemilla microcarpa é uma espécie de rosácea do gênero Alchemilla, pertencente à família Rosaceae.